# Пустињска мачка
Пустињска мачка (лат. Felis margarita) је врста сисара из породице мачака (Felidae). 

## Распрострањење
Ареал пустињске мачке обухвата већи број држава. 
Врста је присутна у Пакистану, Ирану, Египту, Израелу, Алжиру, Мароку, Мауританији, Нигеру, Сирији, Туркменистану, Узбекистану, Казахстану, Саудијској Арабији, Јордану, Кувајту, Оману, Уједињеним Арапским Емиратима, Јемену.
Присуство је непотврђено у Авганистану, Чаду, Малију, Ираку, Сенегалу, Либији, Тунису, Судану и Катару.

## Станиште
Станишта пустињске мачке су планине и песковите и камените пустиње.

## Угроженост
Ова врста је на нижем степену опасности од изумирања, и сматра се скоро угроженим таксоном.